# Eucharis candida
Eucharis candida conocida comúnmente como cebolleta es una planta herbácea, perenne y bulbosa perteneciente a la familia de las amarilidáceas. Originaria del sudeste de Colombia, Ecuador y el norte de Perú.

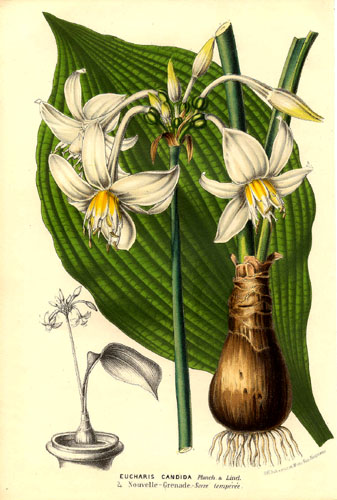
Ilustración de Flore des Serres et des Jardins de l'Europe.

## Descripción
Eucharis candida tiene hojas grandes de color verde oscuro lanceoladas a elípticas, corrugadas a lo largo, que rodean un tallo de unos 60 cm de alto. Cada tallo lleva varias flores, que nacen en umbelas y cuelgan, los pétalos son blancos, con forma de huevo y curvados hacia atrás, revelando las anteras amarillas blancas. Se suele cultivar como planta de interior debido a su exquisito perfume, su poca necesidad de luz y su baja tolerancia a temperaturas inferiores a 15 °C. Se encuentra desde los 100 a 1100 m s. n. m..